# David I Anhoghin
David I (în armeană Դավիթ Ա) sau Davit Anhołin (în armeană Դավիթ Անհողին, „David cel fără pământ”) (n.  ?) este un membru al familiei armene Bagratide, rege al Regatul Lori de la 989 la 1048 și fiu al lui Gourgen I sau Kiourikê I, rege al Albaniei Caucaziene.

## Biografie
David era încă adolescent la moartea tatălui său, survenită în 989, iar succesiunea a pus o problemă, aducându-i calificativul de „cel fără pământ” (sau Anhołin). El trebuia să se ferească atât de vecinii săi georgieni, cât și de emirii musulmani, și a început prin a fortifica orașul Loré, precum și douăsprezece fortărețe din regatul său. Apoi a capturat orașul Dmaniq și și-a impus suzeranitatea asupra emirului din Tiflis. Simțindu-se amenințat, emirul din Gandja l-a atacat pe David, dar armata sa a fost făcută bucăți în apropierea râului Kura. La scurt timp după aceea, prestigiul astfel dobândit i-a permis să se căsătorească cu Zorakerstel, sora lui Kviriké al III-lea cel Mare, regele Kakhétiei.
Această nouă putere îngrijorează un nobil armean, Demetrius, guvernator al Gag-ului, care se convertește la creștinismul ortodox pentru a beneficia de ajutorul georgienilor. Acest lucru nu l-a împiedicat pe David să-l învingă și să-l constrângă la exil. Succesele sale îi permit să devină independent de regele bagratid din Ani și este posibil ca locuitorii din Ani să-i fi propus coroana Armeniei după abdicarea lui Gagik al II-lea (1045). Dar David moare la scurt timp după aceea.

## Descendență
- Kiourike al II-lea († 1089), rege al Lori;
- Gagik I († 1058), rege al Kakhétiei;
- Smbat, căsătorit cu o fiică a lui George I, rege al Georgiei, și tatăl unei fiice căsătorite cu Alp Arslan, sultan selgiucid;
- Adarnaze[5].